# Saison 1993-1994 de l'Élan sportif chalonnais
Saison 1993-1994 de l'Élan Chalon en Nationale 2, avec la première place du club dans le groupe A. Le club monte en Pro B à la suite de play-off puis finit champion de France de Nationale 2.

## Effectifs
| Nationalité | Joueur           | Taille |
| ----------- | ---------------- | ------ |
|             | Germain Castano  | 1,84 m |
|             | Philippe Hervé   | 1,92 m |
|             | Pascal Bourgeois | 1,90 m |
|             | Mark Mc Swain    | 2,02 m |
|             | Thierry Perriot  | 2,04 m |
|             | Kent Hill        | 1,97 m |
|             | Lionel Ebbhah    | 1,98 m |
|             | Farid Diouani    | 1,80 m |
|             | Fabrice Edom     | 1,88 m |
|             | Fabien Bouchard  | 2,04 m |

- Entraineur :  Witek Zawadzki

## Matchs

### Matchs amicaux
Avant saison
- Poissy-Chatou (Pro B) / Chalon-sur-Saône : 81-75[1]
- Maurienne (Pro B) / Chalon-sur-Saône : 71-73[2]
- Chalon-sur-Saône bat Blois
- Blois / Chalon-sur-Saône : 75-63[3]
- Chalon-sur-Saône / Fleury/Saint-Jean-de-Braye : 104-84[4]
- Chalon-sur-Saône / Maurienne : 80-47[5]
- Fleury/Saint-Jean-de-Braye / Chalon-sur-Saône : -
- Chalon-sur-Saône / Hyères Toulon (Pro B) : 87-91[6]
- Vitry-le-François / Chalon-sur-Saône : -

### Championnat

#### Matchs aller
- Chalon-sur-Saône / Ajaccio : 81-69[7]
- Valence-sur-Baise / Chalon-sur-Saône : 105-111[8]
- Chalon-sur-Saône / ALGM Lyon : 84-69[9]
- Vichy / Chalon-sur-Saône : 69-86[10]
- Chalon-sur-Saône / Fos-sur-Mer : 92-73[11]
- Tarare / Chalon-sur-Saône : 76-89[12]
- Chalon-sur-Saône / Vienne : 117-83[13]
- Avignon / Chalon-sur-Saône : 83-100[14]
- Chalon-sur-Saône / Mont-de-Marsan : 80-64[15]
- Prissé / Chalon-sur-Saône : 73-77[16]
- Chalon-sur-Saône / Epinal : 71-58[17]
- Troyes / Chalon-sur-Saône : 74-62[18]
- Tarbes / Chalon-sur-Saône : 71-90[19]
- Chalon-sur-Saône / Clermont-Ferrand : 98-62[20]
- Hagetmau / Chalon-sur-Saône : 79-69[21]

#### Matchs retour
- Ajaccio / Chalon-sur-Saône : 83-85[22]
- Chalon-sur-Saône / Valence-sur-Baise : 101-74[23]
- ALGM Lyon / Chalon-sur-Saône : 72-94[24]
- Chalon-sur-Saône / Vichy : 94-82[25]
- Fos-sur-Mer / Chalon-sur-Saône : 81-88[26]
- Chalon-sur-Saône / Tarare : 97-64[27]
- Vienne / Chalon-sur-Saône : 84-89[28]
- Chalon-sur-Saône / Avignon : 86-59[29]
- Mont-de-Marsan / Chalon-sur-Saône : 77-90[30]
- Chalon-sur-Saône / Prissé-Mâcon : 98-68[31]
- Golbey-Epinal / Chalon-sur-Saône : 78-77[32]
- Chalon-sur-Saône / Troyes : 89-68[33]
- Chalon-sur-Saône / Tarbes : 93-85[34]
- Clermont-Ferrand / Chalon-sur-Saône : 77-86[35]
- Chalon-sur-Saône / Hagetmau : 90-81[36]

Extrait du classement de Nationale 2 (Groupe A) 1993-1994